# Helena Llagostera Serra
Helena Llagostera Serra   (Valls, 31 de juliol de 1971) és una castellera de la Colla Joves Xiquets de Valls. Va ser la primera castellera en parar al tronc un castell de 9 (un 3 de 9 amb folre per Sant Fèlix de 1988), la primera cap de colla d'una colla de gamma extra (2009 a 2010) i la primera dona en guanyar el «Premi Trajectòria» de la Revista Castells (2016).
Llagostera s'inicià en els castells a començament de la dècada de 1980, i ho va fer d'amagat de la família, en un moment en què el món casteller era eminentment masculí. Menuda, prima i valenta va començar a formar part dels troncs dels castells a partir de l'any 1984 i des d'aleshores ha pujat en bona part dels grans castells de la seva colla, com el 4 de 9 sense folre, el 5 de 9 amb folre o intents de 3 de 9 sense folre. Mare de sis fills, cinc han estat castellers de la Colla Joves Xiquets de Valls, i com a fet a destacar va compartir amb quatre d'ells un cinc de vuit a la Bisbal del Penedès el 2019.